# Mutschelbach
Mutschelbach ist ein Ortsteil der Gemeinde Karlsbad im Landkreis Karlsruhe in Baden-Württemberg.

## Geschichte
Die Geschichte von Mutschelbach lässt sich bis in das Jahr 1278 zurückverfolgen. Ursprünglich bestand Mutschelbach aus zwei Dörfern – das badische Obermutschelbach und das württembergische Untermutschelbach, letzteres liegt im Tal des damals noch als Steinbach bezeichneten Bocksbachs. Ein Dorf „Mittelmutschelbach“ gab es anfangs nicht. Dort verlief die badisch-württembergische Landesgrenze. Erst im 18. Jahrhundert gestattete man einzelnen württembergischen Untertanen dort auf badischem Gebiet zu wohnen.
Im Juni 1701 siedelten sich 19 Waldenser-Familien in Untermutschelbach an und verhinderten damit ein Aussterben des Ortes nach dem Dreißigjährigen Krieg. Sie erhielten 196 Morgen Land.
Der Herzog Eberhard Ludwig (Württemberg) teilte elf Familien, die er nach Untermutschelbach bestellt hatte, 30 Hektar Wald zu. Dort wuchsen Kiefern, aus deren Saft in Öfen auf dem Reisigplatz Wagenschmiere gekocht wurde.
Daher rührt der Name Schmierbrenner für die Obermutschelbacher, obwohl er heute für alle Mutschelbacher benutzt wird. Die Unterbacher wurden als Kienstumpen bezeichnet sowie als Kiwwelescheißer. Der Grund für diesen Namen liegt in dem Brauch begründet, dass die Bauern früher ihren Stuhlgang auf Eimern verrichteten, um ihn als Dünger für ihre Felder benutzen zu können.
Mit dem Tausch- und Epurationsvertrag gelangte das württembergische Untermutschelbach 1806 zum Großherzogtum Baden. Untermutschelbach zählte damals 180 Lutheraner und 79 Waldenser, 1843 waren es insgesamt 307 Einwohner. Besaßen die Untermutschelbacher Waldenser am Anfang nur eine hölzerne Kirche, wurde diese Ende des 18. Jahrhunderts durch eine steinerne ersetzt. 1821 vereinigten sich die Waldenser mit der evangelisch-lutherischen Landeskirche. In der Folge wurde die damit obsolet gewordene Waldenser-Kirche abgebrochen.
Im Jahre 1936 wurde die Gemeinde Mutschelbach aus den drei Dörfern Ober-, Mittel- und Untermutschelbach gegründet. Am 1. September 1971 schlossen sich die Orte Auerbach, Ittersbach, Langensteinbach, Mutschelbach und Spielberg zur Gemeinde Karlsbad zusammen. Damit ging die über viele Jahrhunderte währende Selbständigkeit der fünf Ortsteile zu Ende.

## Verkehrsanbindung

### Öffentlicher Personennahverkehr
Mutschelbach ist an das Busnetz des KVV angeschlossen.
Buslinien von und nach Mutschelbach:
- 152 Langensteinbach Klinikum – Bahnhof Langensteinbach – Mutschelbach – Kleinsteinbach Bahnhof – Söllingen – Berghausen Bahnhof
- 158 Langensteinbach Klinikum – Bahnhof Langensteinbach – Mutschelbach – Stupferich – Palmbach – Grünwettersbach – Wolfartsweier – Zündhütle
- MyShuttle Karlsbad nach Langensteinbach Bahnhof, Langensteinbach, Auerbach, Spielberg und Bahnhof Kleinsteinbach